# Anosia transiens
Anosia transiens är en fjärilsart som beskrevs av Suffert 1900. Anosia transiens ingår i släktet Anosia och familjen praktfjärilar. Inga underarter finns listade i Catalogue of Life.